# サヴョロフスキー駅
座標: 北緯55度47分39秒 東経37度35分17秒 / 北緯55.79417度 東経37.58806度
サヴョロフスキー駅（サヴョロフスキーえき、ロシア語: Савёловский вокзал）は、モスクワにおける9つのターミナル駅の1つである。別名Butyrsky駅とも呼ばれる。最初の駅舎は1902年に建設され、1981年に改築された。当駅からの列車は近郊列車が中心であるほか、2008年から2010年までの間はシェレメーチエヴォ国際空港への直通電車も運行されていた（現在はベラルースキー駅発着）。